# Грин, Джордж (футболист, 1996)
Джордж Уильям Грин (англ. George William Green; род. 2 января 1996, Дьюсбери, Англия) — английский футболист. Играет на позициях атакующего полузащитника или вингера в клубе «Фрикли Атлетик». Воспитанник клубов «Брэдфорд Сити» и «Эвертон», выступал за юношеские сборные Англии.

## Биография

### Ранние годы. «Эвертон»
В октябре 2011 года Грин, будучи 15-летним школьником, перешёл из родного клуба «Брэдфорд Сити» в «Эвертон». Сумма трансфера с учётом всех возможных бонусов составляла 2 млн фунтов стерлингов. За подписание контракта юный футболист получил 45 тыс. фунтов, а его зарплата в «Эвертоне» составила 2000 фунтов в неделю. Высокая стоимость Грина, ещё не успевшего сыграть на взрослом уровне ни одного матча, объяснялась его перспективностью, к тому же «Эвертон» спешил приобрести игрока, поскольку к нему присматривались и скауты «Тоттенхэм Хотспур». Ливерпульская пресса преподносила Грина как будущую звезду «Эвертона» и сравнивала с молодым Полом Гаскойном, а в клубе полагали, что уже через сезон новичок сможет играть в основном составе.
Несколько лет Грин показывал хороший уровень, выступая за молодёжную команду «Эвертона», а также играл за юношеские сборные Англии и не терялся на фоне таких игроков как Росс Баркли и Деле Алли. Однако вскоре у Джорджа начались серьёзные проблемы с алкоголем и наркотиками, у него появилась сильная зависимость от кокаина. Полученную в клубе зарплату он полностью спускал за выходные, регулярно пропускал тренировки, а в 18 лет вынужден был восемь недель провести на реабилитации в клинике для наркозависимых.
В 2015 году Грин на два месяца был отдан в аренду в «Транмир Роверс», выступавший во Второй Футбольной лиге. Там он сыграл свои первые матчи на профессиональном уровне и даже сумел отличиться забитым голом в дебютном матче с «Уимблдоном». Вскоре после возвращения Джорджа в «Эвертон» руководство клуба приняло решение расстаться с некогда перспективным игроком.

### После «Эвертона»
По рекомендации Джо Ройла, работавшего с молодёжью в «Эвертоне», Грина взяли в «Олдем Атлетик», заключив с ним контракт на три года с зарплатой в 1000 фунтов в неделю. Он успел три раза выйти на замену, после чего клуб расторг с ним контракт из-за тех же проблем, что были прежде.
По соглашению с «Олдемом» Грин до 1 января 2016 года не мог подписать контракт с клубом выше уровня Конференции, а он остро нуждался в деньгах, поскольку из-за долгов начали конфисковать его имущество, в то время как его девушка ждала ребёнка. В ноябре 2015 года Джордж для поддержания формы и хоть какого-то заработка стал играть за команду из своего родного Йоркшира — «Оссетт Альбион», выступавшую в первом дивизионе (Север) Северной Премьер-лиги (8-й уровень в системе лиг Англии). Тренировавший эту команду Ричард Трейси был школьным учителем физкультуры у Грина и смог устроить своего бывшего ученика на зарплату 75 фунтов в неделю.
В январе 2016 года Грин хорошо проявил себя на просмотре в «Бернли», оформив хет-трик в контрольном матче. После этого клуб заключил с ним контракт на полгода. В сезоне 2015/16, когда клуб обеспечил себе выход в Премьер-лигу, Грин не сыграл ни одного матча, однако контракт с ним был продлён. В августе 2016 года «Бернли» отдал его в полугодовую аренду в шотландский «Килмарнок». Комментируя переход, Грин отметил, что не исключает, что после аренды перейдёт в «Килмарнок» на постоянной основе, но хотел бы получить ещё одну попытку пробиться в основной состав «Бернли» и сыграть в английской Премьер-лиге. Поначалу Джордж получал в Шотландии регулярную игровую практику, но успел сыграть только четыре матча прежде, чем тренер Ли Кларк обвинил его в употреблении алкоголя перед тренировкой. Сам Грин это обвинение решительно отрицал, но до завершения аренды больше ни разу не вышел на поле, а в декабре вернулся в «Бернли».
В январе 2017 года Грин отправился в ещё одну аренду, на этот раз в клуб «Солфорд Сити», выступавший в Северной Национальной лиге. Тренерский тандем из Энтони Джонсона и Бернарда Морли доверил Джорджу место в основном составе, и первое время игрок демонстрировал свой прежний уровень. Вскоре у него вновь начались проблемы с алкоголем и наркотиками, а также сильная депрессия, следствием чего стала передозировка. В прессе сообщалось о попытке суицида, хотя Грин это отрицал. Пять дней он провёл в больнице. В марте он без уважительной причины не явился на одну из официальных игр команды и тут же был отправлен назад в «Бернли».
В мае 2017 года «Бернли» расторг контракт с Грином, так и не сыгравшего за клуб ни одного матча. В августе он заключил краткосрочный контракт с норвежским клубом «Викинг». За полгода в чемпионате Норвегии Джордж сыграл семь матчей и забил один гол. В ноябре 2017 года руководство «Викинга» приняло решение расторгнуть с англичанином контракт по причине неназванного «происшествия за пределами поля». После возвращения в Англию с февраля 2018 года до конца сезона 2017/18 Грин выступал за «Нанитон Таун» в Северной Национальной лиге, где стабильно играл в основном составе, проведя 14 матчей и забив 2 гола. В это время он возобновил борьбу с зависимостью, больше восьми месяцев не употреблял ни алкоголя, ни наркотиков, посещал встречи обществ анонимных алкоголиков и наркоманов.
17 июля 2018 года Грин перешёл в «Честер», также выступающий в Северной Национальной лиге. С ним был заключён однолетний контракт с возможностью продления ещё на год. В этот клуб его пригласили Джонсон и Морли, под началом которых Джордж играл в «Солфорд Сити». Около полугода Грин пропустил из-за травмы спины, лишь 26 декабря 2018 года он дебютировал в составе «Честера». Всего он провёл за клуб 12 матчей, лишь в четырёх из них выходил в стартовом составе. Не сумев закрепиться в команде, он в апреле 2019 года сообщил, что покидает «Честер».

## Статистика выступлений
| Выступление      | Выступление      | Выступление      | Лига | Лига | Кубок Англии | Кубок Англии | Кубок лиги | Кубок лиги | Прочие | Прочие | Итого | Итого |
| Клуб             | Лига             | Сезон            | Игры | Голы | Игры         | Голы         | Игры       | Голы       | Игры   | Голы   | Игры  | Голы  |
| ---------------- | ---------------- | ---------------- | ---- | ---- | ------------ | ------------ | ---------- | ---------- | ------ | ------ | ----- | ----- |
| Транмир Роверс   | IV               | 2014/15          | 6    | 1    | 0            | 0            | 0          | 0          | 0      | 0      | 6     | 1     |
| Олдем Атлетик    | III              | 2015/16          | 3    | 0    | 0            | 0            | 0          | 0          | 1      | 0      | 4     | 0     |
| Оссетт Альбион   | VIII             | 2015/16          | 4    | 0    | 0            | 0            | 0          | 0          | 3      | 0      | 7     | 0     |
| Килмарнок        | I                | 2016/17          | 4    | 0    | 0            | 0            | 0          | 0          | 0      | 0      | 4     | 0     |
| Солфорд Сити     | VI               | 2016/17          | 8    | 0    | 0            | 0            | 0          | 0          | 0      | 0      | 8     | 0     |
| Викинг           | I                | 2017             | 7    | 1    | 0            | 0            | 0          | 0          | 0      | 0      | 7     | 1     |
| Нанитон Таун     | VI               | 2017/18          | 14   | 2    | 0            | 0            | 0          | 0          | 0      | 0      | 14    | 2     |
| Честер           | VI               | 2018/19          | 12   | 0    | 0            | 0            | 0          | 0          | 0      | 0      | 12    | 0     |
| Всего за карьеру | Всего за карьеру | Всего за карьеру | 58   | 4    | 0            | 0            | 0          | 0          | 4      | 0      | 62    | 4     |

1. ↑  Трофей Футбольной лиги, Кубок Северной Премьер-лиги, Кубок Уэст Райдинга